# تلسکوپ کک

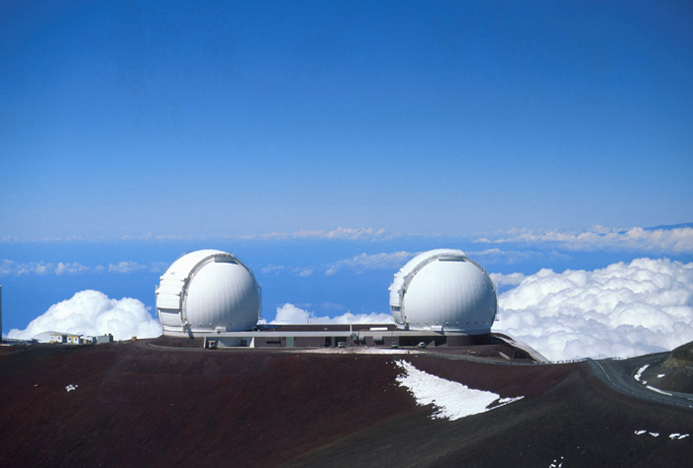
تلسکوپ کک-۱ و کک-۲

تلسکوپ‌های کِک (به انگلیسی: W. M. Keck Observatory) نام دو تلسکوپ از بزرگ‌ترین و قوی‌ترین تلسکوپ‌های نوری جهان هستند که در رصدخانه مونوکی در هاوایی قرار گرفته‌اند.
این دو تلسکوپ متشابه در ارتفاع ۴٬۱۴۵ متر از سطح دریا قرار دارند، و هر یک از آیینه‌های مقعر مشبکی (mosaic) با قطر ۱۰ متر تشکیل شده‌اند.
تعداد زیادی دانشگاه در استفاده از این تلسکوپ‌ها شریک هستند. دانشگاه کلتک و دانشگاه کالیفرنیا از این دسته‌اند.

## تاریخچه
در سال ۱۹۸۵ میلادی هاروارد بی کک تاجر موفق آمریکایی با کمک گرفتن از بنیاد پدرش ویلیام میرون کک و بودجه‌ای ۷۰ میلیون دلاری طرحی را شروع کرد که یک تلسکوپ ۱۰ متری و رصدخانه‌ای مجهز را شامل می‌شد. او با تلاش‌های خود توانست در مه سال ۱۹۹۳ میلادی ساخت تلسکوپ کک ۱ را به پایان برساند و در اکتبر سال ۱۹۹۶ میلادی کک ۲ را راه اندازی کرد. هاروارد بی کک در همان سال در سن ۸۳ سالگی درگذشت.

## موقعیت و مکان رصدخانه‌ها
در وسط اقیانوس آرام جزیره هاوایی با هزاران مایل آب گرم پایدار احاطه شده‌است. قله موناکی بلندترین ارتفاع هاوایی است که ارتفاعی حدود ۱۳۷۹۶ فوت (تقریباً ۴۲۰۰ متر) از سطح آب‌های آزاد دارد. چراغ‌های شهری کمی آسمان جزیره هاوایی را آلوده می‌کنند و برای سال‌ها جو بالای موناکی تمیز، آرام و خشک است.
این پروژه به وسیله دانشگاه کالیفرنیا و مؤسسه فناوری کالیفرنیا مدیریت شد. امروزه رصدخانه کک به وسیله منابع مالی عمومی و کمک‌های بشردوستانه حمایت می‌شود. این مجموعه توسط انجمن کالیفرنیا برای تحقیق در اخترفیزیک (CARA) اداره می‌شود. هیئت مدیره شامل نمایندگانی از مؤسسه فناوری کالیفرنیا و دانشگاه کالیفرنیا با رابطانی از ناسا و بنیاد کک هستند. مخارجی که تا پایان این پروژه عظیم علمی هزینه شد مبلغی بالغ بر ۱۴۰ میلیون دلار بود. در سال ۱۹۹۶ میلادی نیز سازمان فضایی آمریکا ناسا (NASA) در پروژه تلسکوپ‌های کک مشارکت خود را شروع کرد و تا به امروز فعالیت‌های خوبی بین تلسکوپ کک و سازمان فضایی آمریکا بوده‌است.

## ساختمان تلسکوپ‌ها
تلسکوپ‌های کک از نوع تلسکوپ‌های بازتابی هستند، که هرکدام قطری در حدود ۱۰ متر دارند. نوع استقرای این تلسکوپ‌ها از نوع سمتی- ارتفاعی است که تعادل لازم را به تلسکوپ می‌دهد. کامپیوترهای بزرگ با آنالیز پیشرفته، دقیقاً مشخص کرده‌اند که بیشترین استحکام و سفتی لازم برای استفاده از کمترین میزان فولاد در حدود ۲۷۰ تن برای هر تلسکوپ است. این کار نه فقط به دلیل اقتصادی بلکه برای جلوگیری از تغییر شکل تلسکوپ‌ها هم بسیار حائز اهمیت است. چون یک تلسکوپ بزرگ درحالیکه مسیر یک ستاره را در آسمان شب دنبال می‌کند، باید در برابر تغییر شکل ناشی از گرانش مقاومت کند.
نوع گنبد هر دو تلسکوپ کروی شکل است. حجم هرکدام از گنبدها بالغ بر ۷۰۰۰۰۰ فوت مکعب است. یک خنک‌کننده داخلی از گنبد عایق‌بندی شده در برابر تغییرات دمایی که می‌تواند باعث دفورم کردن آینه‌ها یا فولاد شود، حفاظت می‌کند. یک تهویه غول‌آسا به‌طور مداوم کار می‌کند تا دمای گنبد را در نقطه صفر یا پایین‌تر از آن نگه دارد.

## آینه‌ها
همان‌طور که گفته‌شد، نوع این تلسکوپ‌ها بازتابی است و در آن از آینه استفاده شده‌است. قطر آینهٔ هرکدام از تلسکوپ‌ها ۱۰ متر است. ساخت یک‌تکه چنین آینه‌ای با دقت بالا تقریباً غیرممکن است، زیرا وزن زیاد آینه‌ها باعث موجی شدن سطح آینه‌ها می‌شود. به همین دلیل آینه‌های تلسکوپ‌های کک از ۳۶ قطعه ۶ وجهی تشکیل شده‌است. این شیوه در زمان خود یک شاهکار انقلابی در مهندسی بود که ساخت آینه‌های بسیار سنگین را امکان‌پذیر می‌ساخت.
این ۳۶ قطعه آینه ۶ وجهی به شکل کاملاً فشرده نسبت به هم قراردارند و میکروموتورهایی که توسط یک کامپیوتر مرکزی هدایت می‌شوند، به‌طور مستمر در طول رصد موقعیت هرکدام از اجزا را نسبت به اجزای مجاور با دقتی در حدود نانومتر (درحدود سایز یک مولکول یا ۱/۲۵۰۰۰ قطر یک تار موی انسان) تنظیم می‌کنند.
برای تلسکوپ‌های کک، تکنیک جدیدی برای ساخت، پولیش و آزمایش بخش‌های آینه‌ها باید اختراع می‌شد، که شامل صیقل دادن آینه‌های تحت فشار بود. سطح آینه‌ها بسیار صیقلی و صاف است به‌طوری‌که اگر قطر این آینه‌ها برابر قطر زمین شود، اعوجاج‌های سطح آینه‌ها فقط در حدود ۳ فوت است.

## ابزارهای اپتیکی به کار رفته در تلسکوپ‌های کک
طول موج مرئی (۰٫۳ تا ۱ میکرون)
DEIMOS پیشرفته‌ترین طیف‌نگار اپتیکی در جهان است که قادر است طیف ۱۳۰ کهکشان یا بیشتر را در یک حالت منفرد ارائه کند. در حالت مگا ماسک این ابزار قادر است در هربار بالغ بر ۱۲۰۰ طیف از اجرام دوردست را بگیرد.
ای اس آی (ESI) قادر است طیف کهکشان‌ها و کوازارهای خیلی ضعیف را از محدوده طیف آبی تا قرمز با بالاترین کیفیت بگیرد. این یک ابزار چند حالتی (multimode) است که به استفاده‌کنندگان این امکان را می‌دهد که در طول یک شب در بین سه حالت متفاوت تغییر کنند. این حالت قادر است که تعدادی از بهترین تصاویر را در رصدخانه بدون استفاده از اپتیک تطبیقی تولید کند.
HIRES یکی از بزرگ‌ترین و پیچیده‌ترین ابزارهای مکانیکی و اصلی در رصدخانه‌های کک است. این وسیله نورهایی که از ستاره‌های مختلف می‌آید را به رنگ اجزای مختلف آن تفکیک می‌کند تا به‌طور دقیق شدت هرکدام از رنگ‌ها را به‌طور جداگانه بررسی کند. قابلیت‌های طیف‌نگاری آن در بسیاری از اکتشافات به موفقیت‌های چشمگیری دست یافته‌است. مانند مشخص کردن سیارات در خارج منظومه شمسی و یافتن مدارک مستقیمی از مدل بیگ بنگ.
LRIS یک ابزار نوری ضعیف است که قادر است طیف و تصویر دورترین اجرام شناخته‌شده تا کنون در جهان را بگیرد. این ابزار مجهز به یک بازوی قرمز و یک بازوی آبی است که برای بررسی جمعیت ستاره‌ای در کهکشان‌های دوردست، هسته‌های فعال کهکشانی، خوشه‌های کهکشانی و کوازارها به‌کار می‌رود.
مادون قرمز نزدیک (۱ تا ۵ میکرون)
اپتیک تطبیقی
لیزر راهنمای اپتیک تطبیقی
این لیزر برای اولین بار در سال ۲۰۰۴ مورد استفاده قرارگرفت و امروزه در محدوده‌ای که کک II مورد مطالعه قرار می‌دهد گسترش می‌یابد. از یک لیزر ۱۵ واتی سدیم رنگی برای برانگیختن اتم‌های سدیمی که در ارتفاع ۹۰ کیلومتری جو زمین به‌طور طبیعی وجود دارد استفاده می‌کند. لیزر یک ستاره مصنوعی ایجاد می‌کند که به سیستم اپتیک تطبیقی کک این اجازه را می‌دهد که ۷۰–۸۰ درصد از اهداف نیم‌کره شمالی را مشاهده کند.
NIRC دوربین فروسرخ نزدیک برای تلسکوپ کک I بسیار حساس است که قادر است چیزی معادل شعله یک شمع را در کرهٔ ماه مشخص کند. این حساسیت فوق‌العاده ما را قادر می‌سازد که شکل‌گیری و تکامل کهکشان‌ها را در اعماق فضا، کهکشان‌های اولیه و تصاویر اطراف کوازارها را مشاهده کنیم. این ابزار مطالعات پیشگامانه پیرامون مرکز کهکشان‌ها، مطالعه دیسک‌های شکل‌گیری سیارات، و شکل‌گیری ستاره‌های فوق‌العاده سنگین را برای ما مهیا می‌کند.
NIRSPEC طیف‌نگار فروسرخ نزدیک، در مورد انتقال به سرخ کهکشان‌های رادیویی، شکل و نوع حرکت ستاره‌هایی که در مرکز کهکشان‌ها قراردارند، ماهیت کوتوله‌های قهوه‌ای، مناطق هسته‌ای از گرد و غبارهای کهکشان‌های انفجاری و حالت شیمیایی بین ستاره‌ها تحقیق می‌کند.